# سد الحجاج الثاني
سد الحجاج الثاني أحد سدود مكة المكرمة التاريخية.

## الوصف
يقع السد في المعيصم شمال شرق منى بمكة المكرمة على يمين الذاهب من المعيصم إلى الشرائع قبل مجزرة المعيصم الحالية٬
وهو من النوع المتدرج ذي الجدارين المتوازنين اللذين حشي ما بينهما بالدبش٬ وبه قناة لتصريف المياه في الجزء الشمالي، كما أن له مفيضًا في الطرف الشمالي من السد٬ لتصريف المياه في حالة امتلاء السد٬ طول هذا السد 60 متر٬ وارتفاعه 8.50 متر٬ وسمكه 4.15 متر. وقد نفذت على أحجار هذا السد مجموعة من النقوش الكتابية التي يرجع تاريخها إلى القرن الأول الهجري٬ يزيد عددها على عشرين نقشًا٬ ولا يزال هذا السد في حالة جيدة٬ ولكن الجزء الأكبر من واجهة السد قد تم تغطيتها ببقايا الصخور نتيجة لأعمال القطع الصخري التي تمت في منطقة السد.